# Nadal Batle
Nadal Batle Nicolau (Felanich, Baleares, 25 de febrero de 1945 - Palma de Mallorca, 7 de diciembre de 1997) fue un matemático español, que ocupó el cargo de rector de la Universidad de las Islas Baleares (UIB) entre los años 1982 y 1995.
Fue doctor en matemáticas por la Universidad de Barcelona y había estudiado además en el Instituto Henri Poincaré de París. Trabajó en las universidades de Barcelona, Valencia y Sevilla, antes de volver a Mallorca. Publicó numerosos trabajos de su especialidad, la mayoría en inglés; The Redfields topology on some groups of continuous functions, Isometries in generalized metric spaces, Entropy and fuzzy integral, Autómatas, lenguaje, lógica o Multiple conclusion logic and fuzzy logic, entre otros.
Batle llegó al rectorado en noviembre de 1982 y ocupó el cargo hasta junio de 1995. Durante este período de tiempo sentó las bases de lo que hoy en día es la universidad balear; en 1985 se aprobaron los estatutos y se sustituyó la antigua denominación de Universidad de Palma. Trabajó de manera muy especial en abrir nuevos caminos a la ciencia y la investigación, especialmente en nuevas tecnologías, en enraizar la universidad en la sociedad mallorquina y en convertir una extensión de la Universidad de Barcelona en lo que hoy es la UIB. Bajo su dirección se acrecentó el número de licenciaturas y se construyó el campus de la carretera de Valldemosa. Hubo de abandonar el rectorado poco después de ser elegido por cuarta vez consecutiva al salir a la luz el caso Brokerval: una sociedad de valores en la que resultaron imputados altos cargos del Gobierno balear —entre ellos su presidente, Gabriel Cañellas— y en la que el consejo universitario presidido por Batle había participado.
Escribía tres artículos semanales en Diari de Balears y fue una pieza clave para la creación de VilaWeb Mallorca.